# Заказы на товары длительного пользования
Заказы на товары длительного пользования (англ. Durable Goods Orders (DGO)) является показателем объёма заказов, которые имеются у производителей на товары длительного пользования (под ними подразумеваются те виды товаров, срок пользования которых от трёх лет и выше (автомобили, мебель и т.д.); около 3/5 всех заказов приходится на пассажирские и грузовые автомобили; 2/5 — стройматериалы, мебель, бытовые товары).
Отчётные данные о заказах DGO, несмотря на свою большую волатильность, полезны для прогнозирования некоторых компонентов, входящих в ВВП, таких как: капиталовложения предприятий-производителей (см. капиталовложения) и индекс опережающих индикаторов. 
Рост заказов стимулирует активность в производственном секторе экономики, а инвесторы, предвкушая рост будущих прибылей предприятий, проявляют активность на рынке акций, стоимость которых начинает расти. 
Отчёт о заказах на товары длительного пользования — часть серии производственных и торговых отчётов, которая «встраивается» в другие более полные данные по секторам производства и торговли. 
Падение индекса указывает на признаки рецессии, а рост — на активность. Но происходит это не сразу. Потому то он и считается опережающим индикатором, что способен даже за шесть месяцев до разворота экономического цикла подать своевременный сигнал о наличии признаков начала рецессии и за несколько месяцев предупредить о наличии признаков для очередного разворота, от рецессии к подъёму.